# بريان جون روجرز

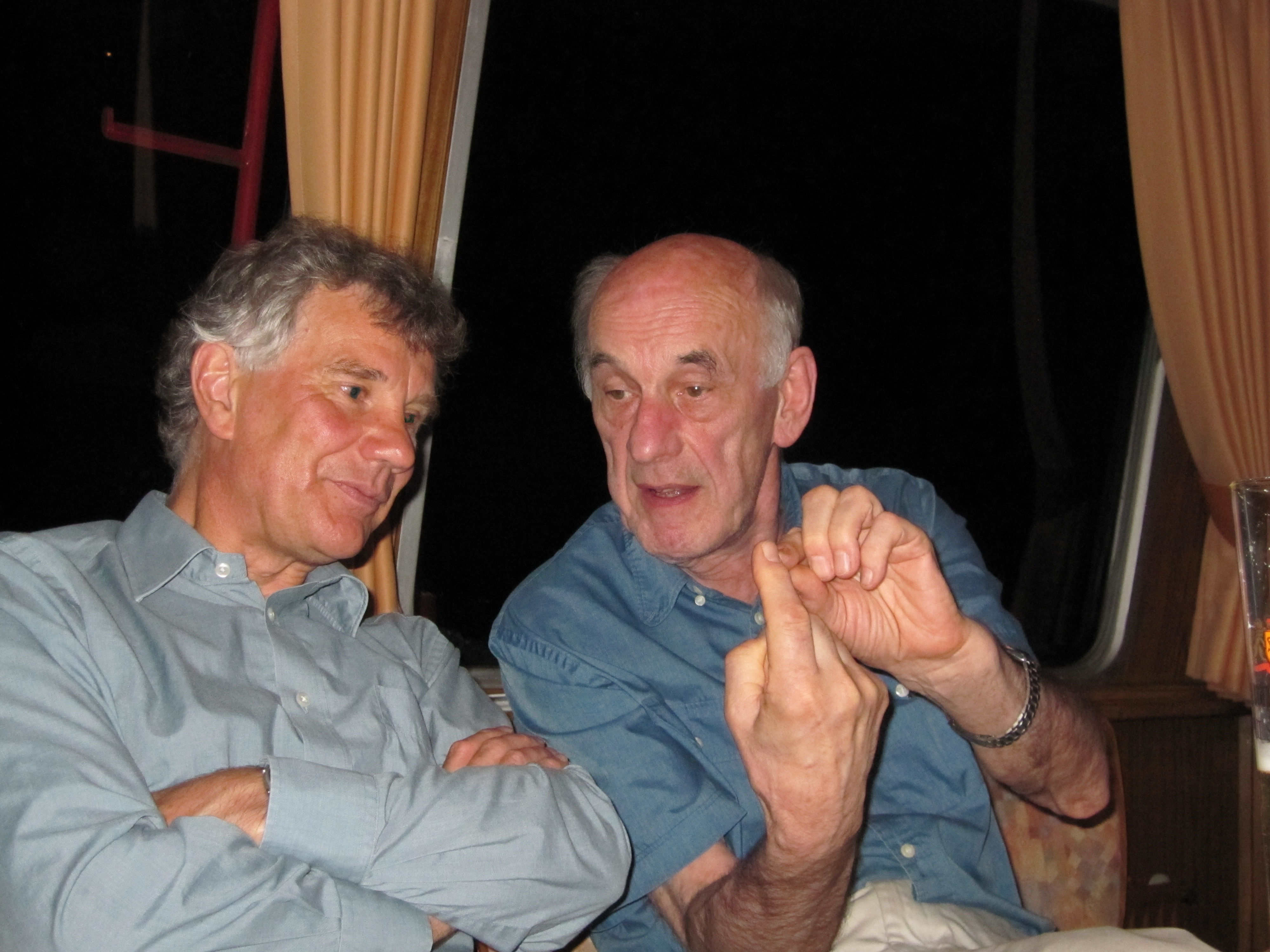
روجرز (يسار) مع إيان هوارد في 2009.

بريان جون روجرز (بالإنجليزية: Brian Rogers)‏ عالم نفس وأكاديمي متقاعد. كان أستاذ علم النفس التجريبي في جامعة أكسفورد بين عامي 1996 و2012.

## مسار مهني
التحق روجرز بجامعة برستل، وتخرج بدرجة البكالوريوس في علم النفس عام 1969؛ ثم أكمل درجة الدكتوراه هناك عام 1976. في عام 1973، تم تعيينه في محاضرة في علم النفس في جامعة سانت أندروز، حيث بقي حتى انتخب زميلا ومدرسا في السيدة مارجريت هول، أكسفورد، في عام 1984. في عام 1996، حصل على لقب أستاذ علم النفس التجريبي من جامعة أكسفورد. استقال من الزمالة في عام 1998 لرفع ابنه الصغير، لكنه احتفظ بمنصبه الجامعي. تم تعيينه محاضرًا متدرجًا في كلية بيمبروك، أكسفورد في عام 2001، وفي عام 2003 تم انتخابه زميلًا ومدرّسًا في الكلية. شغل منصب جونيور بروكتور في الجامعة لعام 2011-12 ثم تقاعد في عام 2012.

## بحث ومراجع
يركز بحث روجرز على الإدراك البصري البشري. تشمل منشوراته:
- (مع إيان هوارد) رؤية مجهر و مجسم، (دار نشر جامعة أكسفورد، 1995).
- (مع إيان هوارد) رؤية في العمق، المجلد.2 (الأول بورتيوس، 2002).
- (مع إيان هوارد) إدراك في العمق، المجلد.2 سلسلة أكسفورد لعلم النفس (دار نشر جامعة أكسفورد، 2012).
- الإدراك: مقدمة قصيرة جدًا، سلسلة مقدمة قصيرة جدًا (دار نشر جامعة أكسفورد، 2017).